# Fi2 Cancri
Fi2 Cancri (φ2 Cancri, förkortad Fi2 Cnc, φ2 Cnc), som är stjärnans Bayer-beteckning, är en dubbelstjärna i mellersta delen av stjärnbilden Kräftan. Den har en kombinerad skenbar magnitud av 5,54 och är svagt synlig för blotta ögat där ljusföroreningar ej förekommer. Baserat på parallaxmätning inom Hipparcosuppdraget på ca 11,8 mas, beräknas den befinna sig på ett avstånd av ca 280 ljusår (85 parsek) från solen.

## Egenskaper
Primärstjärnan Fi2 Cancri A är en blå till vit jättestjärna i huvudserien av spektralklass A6 V. Den har en radie som är ca 2,3 gånger solens radie och avger ca 9 gånger mer energi än solen från dess fotosfär vid en effektiv temperatur på ca 7 900 K.
Följeslagaren Fi2 Cancri B är en stjärna i huvudserien av spektralklass A3 V med skenbar magnitud 6,3 och är separerad med 5,126 bågsekunder från primärstjärnan